# Alabama Great Southern Railroad
Alabama Great Southern Railroad (AGS), est une compagnie de chemin de fer, créée en 1877, localisée en Tennessee, Géorgie, Alabama et Mississippi. C'est une compagnie de classe 1 de 1939 à 1984.

## Histoire

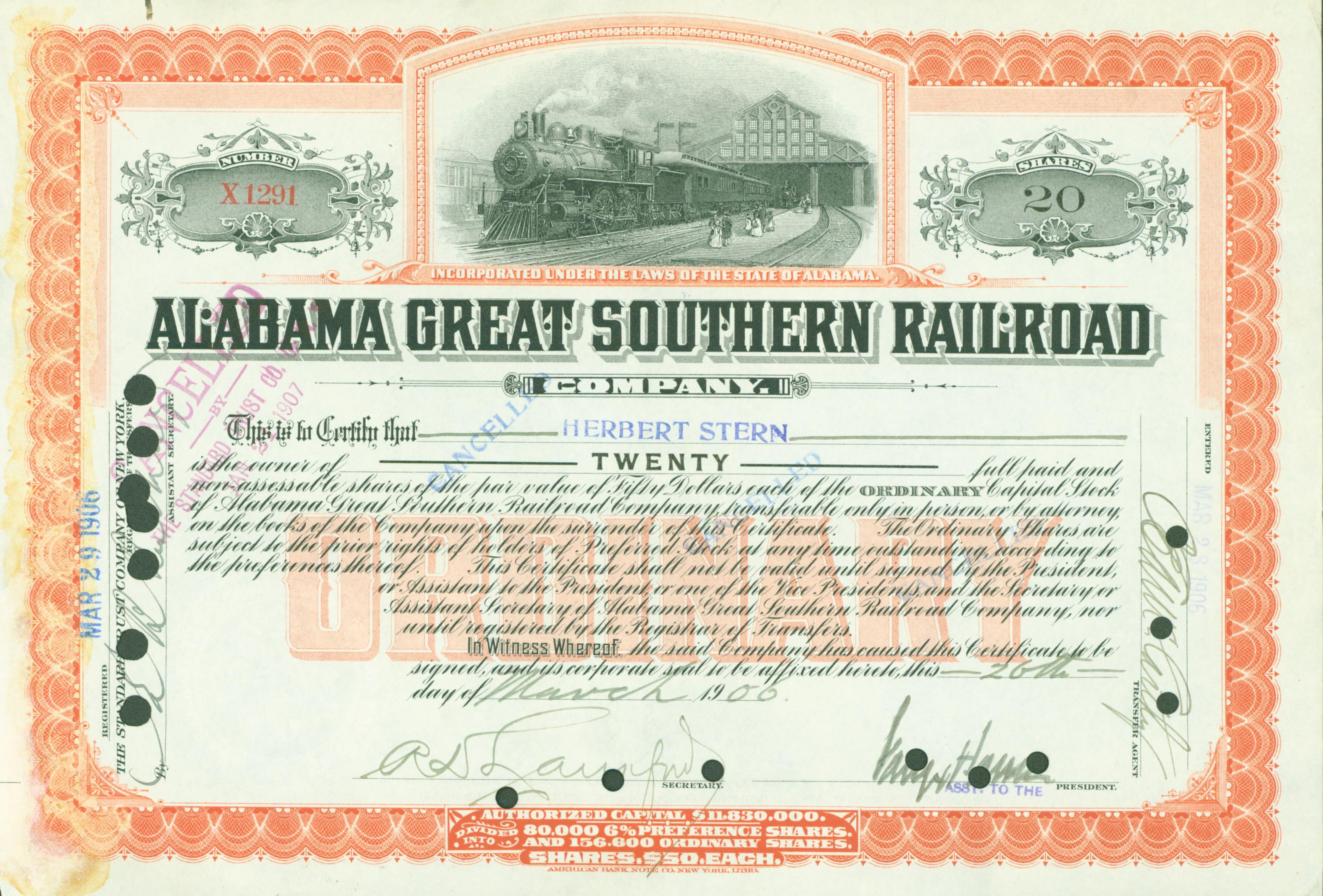
Action de l'Alabama Great Southern Railroad Company en date du 26 mars 1906

Son prédécesseur fut l'Alabama & Chattanooga Railroad (A&C); il comportait déjà 368 km sur les 469 destinés à relier Chattanooga à Meridian, Mississippi. Environ 40 km étaient en Géorgie, incluant la section Trenton / Wauhatchie construite en 1860 sous le nom de Wills Valley Railroad.
En 1877, un investisseur britannique, Émile Erlanger, réorganisa l'A&C en Alabama Great Southern Railroad (AGS). À la fin du XIXe siècle, l'AGS fut un des 5 chemins de fer constituant le Queen & Crescent Route, reliant Cincinnati (the Queen City of the Midwest) et La Nouvelle-Orléans (the Crescent City). En avril 1890, le East Tennessee Virginia & Georgia Railway et le Richmond & Danville Railroad prirent le contrôle de l'AGS.
Après 1895, il passa sous le contrôle du Southern Railway (SOU).
En 1917, l'AGS avait 90 locomotives et plus de 5000 wagons.
En 1982, il intégra le Norfolk Southern Railway (NS), issu de la fusion du Southern Railway et du Norfolk and Western Railway.